# Polyblastus cothurnatus
Polyblastus cothurnatus är en stekelart som först beskrevs av Johann Ludwig Christian Gravenhorst 1829.  Polyblastus cothurnatus ingår i släktet Polyblastus och familjen brokparasitsteklar. Arten är reproducerande i Sverige. Inga underarter finns listade i Catalogue of Life.